# Dan Mitrione
Daniel A. Mitrione (4 augustus 1920-10 augustus 1970) was een Amerikaanse politie-functionaris, FBI-agent en veiligheidsadviseur voor de CIA (USAID) in Latijns-Amerika.

## Leven
De familie van de in Italië geboren Mitrione emigreerde in 1945 naar Richmond, Indiana, waar Mitrione chief of police werd. In 1959 werd hij special agent van de FBI. Een jaar later ging hij voor de International Cooperation Administration van het State Department (ministerie van Buitenlandse Zaken) naar Latijns-Amerikaanse landen om politiemannen geavanceerde counterinsurgency-technieken te leren. In zijn boek 'Hidden Terrors' beweert journalist A.J. Langguth dat Mitrione een van de Amerikaanse leraren was die de Braziliaanse politie leerde gevangenen elektroshocks toe te dienen zonder ze te doden. Mitrione werkte van 1960 tot 1967 met de Braziliaanse politie, in Belo Horizonte en Rio de Janeiro. In die periode nam een junta de macht over. Ook nam hij deel aan de vredesmissie in de Dominicaanse Republiek, Operation Power Pack. In 1967 keerde hij terug naar Amerika, waar hij in Washington zijn ervaringen en expertise in antiterrorismetechnieken deelde in de Agency for International Development (USAID). In 1969 ging hij voor USAID naar Uruguay om leiding te geven aan het Office of Public Safety (OPS). De OPS hielp de lokale politie al sinds 1965 met wapens en training. Hoewel marteling door de politie al lang voorkwam, werd dit door de inspanningen van Mitrione een routine. Voormalige Uruguayaanse politiemannen en CIA-medewerkers beweren dat hij de politie in de kelder van zijn huis marteltechnieken leerde, waaronder het gebruik van elektroshocks. Volgens een Cubaanse dubbelagent zou Mitrione hier vier bedelaars met shocks hebben gedood.

## Ontvoering en dood
Op 31 juli 1970 werd Mitrione door de linkse rebellen van Tupamaros ontvoerd en ondervraagd over zijn werk en de interventie van Amerika in Latijns-Amerikaanse landen. De ontvoerders eisten de vrijlating van 150 politieke gevangenen. De Uruguayaanse junta, met de zegen van Amerika, weigerde aan deze eis te voldoen. Kort daarop werd Mitrione dood in een auto aangetroffen: hij was twee keer in het hoofd geschoten. Een andere kogelwond, in zijn schouder, was behandeld. De leider van de Tupamaros, Sendic, heeft later gezegd dat Mitrione was ontvoerd vanwege de dood van protesterende studenten, van diens martelachtergrond had hij geen weet. Uit in 2010 openbaar gemaakte telegrammen blijkt dat de regering van president Richard Nixon aan de Uruguayaanse regering de aanbeveling heeft gedaan gevangengenomen leiders van de Tupamaros te doden als Mitrione zou worden omgebracht. De Amerikaanse ambassadeur in Montevideo liet de gevangenen weten dat doodseskaders hun familieleden iets zouden aandoen. Volgens sommigen vormen deze telegrammen het bewijs dat de Uruguayaanse regering doodseskaders heeft ingezet.
De begrafenis van Mitrione kreeg grote aandacht in de Amerikaanse media. Aanwezig waren onder meer David Eisenhower en minister van Buitenlandse Zaken William P. Rogers. Voor zijn familie werd een benefietconcert gehouden, met optredens van onder meer Frank Sinatra en Jerry Lewis.
In 1973 maakte Costa-Gavras de film State of Siege, gebaseerd op Mitriones ontvoering.